# جييول (مغنية)
يانغ جونغ يون، المعروفة بإسمها الفني جييول أو مين جي يول (بالكورية: 지율)‏ هي مغنية وممثلة كورية جنوبية. ولدت يوم 30 يوليو 1991 في سول في كوريا الجنوبية.

## روابط خارجية
- جييول على موقع ميوزك برينز (الإنجليزية)
- جييول على موقع ديسكوغز (الإنجليزية)